# Sam Connor
Sam Connor   (Twickenham, 10 de juliol de 1980) és un ex-pilot de trial anglès. Va ser Subcampió d'Europa de trial el 2001. També va guanyar, entre altres proves destacables, el Trial de les Nacions integrant l'equip britànic els anys 2002 i 2003 i l'edició del 2005 dels Sis Dies d'Escòcia de Trial. A data del 2005, Connor prenia part en competicions britàniques i proves internacionals destacades.
És nebot del Campió d'Europa Malcolm Rathmell, qui l'ha patrocinat durant anys quan pilotava les Sherco integrat al seu equip MRS.

## Palmarès
- Subcampió d'Europa de trial el 2001
- Guanyador dels Sis Dies d'Escòcia el 2005
- 2 victòries al Trial des Nations (2002-2003)

### Resultats per any
A 1 de gener de 2016
| Any          | Motocicleta  | C. del Món outdoor | C. del Món indoor | TDN | Campionat britànic |
| ------------ | ------------ | ------------------ | ----------------- | --- | ------------------ |
| 1999         | Sherco       | 23è                | -                 | -   | ?                  |
| 2000         | Montesa      | 19è                | -                 | 3r  | ?                  |
| 2001         | Gas Gas      | -                  | -                 | 2n  | -                  |
| 2002         | Gas Gas      | 17è                | -                 | 1r  | 3r                 |
| 2003         | Gas Gas      | 15è                | 11è               | 1r  | 3r                 |
| 2004         | Sherco       | 14è                | -                 | 2n  | 3r                 |
| 2005         | Sherco       | 13è                | -                 | 2n  | 5è                 |
| 2006         | Beta         | -                  | -                 | -   | 8è                 |
|              |              |                    |                   |     |                    |
| 2012         | Beta         | -                  | -                 | -   | 5è                 |
| 2013         | Beta         | -                  | -                 | -   | 5è                 |
| 2014         | Beta         | -                  | -                 | -   | 7è                 |
| 2015         | Beta         | -                  | -                 | -   | 10è                |
| Total títols | Total títols | 0                  | 0                 | 2   | 0                  |

Notes
1. ↑   La classificació consignada a TDN fa referència a la posició final obtinguda per l'equip estatal
2. ↑   Al total de títols s'hi compten tots els campionats estatals o internacionals guanyats